# 河村果歩
河村 果歩（かわむら かほ、2007年6月17日 - ）は、日本の女性アイドル・ファッションモデル。SUPER☆GiRLSのメンバー。
岐阜県出身。エイベックス・マネジメント所属。

## 略歴
幼少期にスタジオアリスの店頭ポスターのモデルを務めた。2018年、中学生までを対象とするエンタメコンテスト『キラチャレ2018』に参加し、モデル部門ファイナリストとなる。2019年開催『第23回ニコラモデルオーディション』ではグランプリを受賞し、『nicola』2019年10月号より2024年6月号まで同誌専属モデル「ニコ㋲」として活動した。
2022年、テレビ東京『おはスタ』の「おはガール練習生」に河村を含む9名が選ばれ、同年4月12日より練習生から「おはガール」を決める番組企画に参加。同年9月23日、サンシャインシティ噴水広場で開催された『おはスタ25周年記念ステージ』で最終審査が行われ、視聴者による投票により土方エミリ、後藤花（ハロプロ研修生→アンジュルム）とともに「シン・おはガール」に選ばれた。2023年1月25日、デジタルシングル「イッテラシャキット!!!」でシン・おはガールとして歌手デビュー。2024年3月22日放送の『おはスタ』をもって約1年半務めたシン・おはガールを卒業した。
また、2022年開催『SUPER☆GiRLS 超絶オーディション!!!!!!』に参加。2023年1月29日、同グループ第6期メンバーとして加入することを発表し、お披露目された。

## 人物
愛称は「かほっち」、ファンネームは「かほっこ」である。岐阜県出身であり、さるぼぼ、鵜飼など地元の伝統文化についてSNSで発信している。
空が好きである。空の様に明るく輝き、人々を笑顔にすることを信条にしている。趣味はダンス。プロレス観戦を好む。恋愛系の書籍、サッカー漫画、お笑い系漫画をよく読む。

## 出演

### テレビ番組
- おはスタ（テレビ東京）
  - おはガール練習生（2022年4月12日 - 9月23日）[21][1]
  - おはガール（2022年9月26日 - 2024年3月22日）[22]

### 広告
- アピタ（2022年） - カタログモデル[23]
- Right-on（2022年） - 店頭モデル[24]

### イベント
- コロコロ魂フェスティバル in 東京おもちゃショー2023（2023年6月11日、東京ビッグサイト） - おはガールとして出演[25]
- ニコ☆フェス2023（2023年8月27日、TFTホール） - ニコラモデルとして出演[26]
- おはスタ 川崎ブレイブサンダース コラボDAY（2024年2月11日、川崎市とどろきアリーナ） - おはガールとして出演[27]
- ニコラ卒業式2024（2024年5月6日、洗足学園音楽大学 MUSIC POOL CINO） - ニコラモデルとして出演[28]

### 舞台
- ［Otona Project 第六十一弾］演劇ユニット【爆走おとな小学生】第二十一回課外授業 舞台『マグロ釣ってきます。たくあん買っておいてください。』（2025年2月21日・23日、コフレリオ新宿シアター） - 熊田鮎子 役（Wキャスト）[29]

## 書籍

### 雑誌
- nicola（2019年10月号 - 2024年6月号、新潮社） - 専属モデル[30][2][8]